# Phantia cylindricornis
Phantia cylindricornis är en insektsart som beskrevs av Melichar 1902. Phantia cylindricornis ingår i släktet Phantia och familjen Flatidae. Inga underarter finns listade i Catalogue of Life.